# Colorado Tennis Classic 2003
Il Colorado Tennis Classic 2003 è stato un torneo di tennis facente parte della categoria ATP Challenger Series nell'ambito dell'ATP Challenger Series 2003. Il torneo si è giocato a Denver negli Stati Uniti dal 28 luglio al 3 agosto 2003 su campi in cemento.

## Vincitori

### Singolare
Arvind Parmar ha battuto in finale  Jeff Salzenstein con il punteggio di 6–4, 6–4

### Doppio
Rohan Bopanna /  Aisam-ul-Haq Qureshi hanno battuto in finale  Josh Goffi /  Jason Marshall 4–6, 6–3, 6–4